# Peter Beck (Schauspieler)
Peter Beck (* 1966 in Haslach) ist ein deutscher Schauspieler.

## Leben
Peter Beck studierte von 1989/90 bis 1993/94 Schauspiel an der Hochschule für Musik, Theater und Medien in Hannover.
Von 1994 bis 2000 war er festes Ensemblemitglied am Schauspiel Köln, wo er Rollen des klassischen und modernen Theaterrepertoires spielte und u. a. in Inszenierungen von Frank-Patrick Steckel, Thirza Bruncken, Uwe Hergenröder, Karin Beier und Günter Krämer auftrat. Dort gehörten u. a. Fabian (Pioniere in Ingolstadt), Acaste (Der Menschenfeind) und der Schneider Mottel im Musical Anatevka zu seinen Rollen.
In der Spielzeit 2000/01 gastierte er am Berliner Ensemble. Ab der Spielzeit 2003/04 spielte er bis 2007 als Ensemblemitglied und als Gast am Deutschen Theater Berlin. Er trat dort u. a. als Varus in Die Hermannsschlacht (2005, Regie: Tom Kühnel), als Missionar Rose in Die Physiker (2006, Regie: András Fricsay) und als Rodrigo in Othello (2007, Regie: Jürgen Kruse) auf.
In der Spielzeit 2017/18 gastierte er am Volkstheater Rostock in Konstanze Lauterbachs Inszenierung von Fellinis Schiff der Träume.
Peter Beck stand als freiberuflicher Schauspieler auch für zahlreiche Film- und TV-Produktionen vor der Kamera. Zu seinen Regisseuren gehörten u. a. Jörn Hartmann, Tor Iben, Uwe Janson, Lancelot von Naso und Dominic Müller. Er hatte Rollen in verschiedenen TV-Serien (Hinter Gittern – Der Frauenknast (als Pater Groth), Alarm für Cobra 11 – Die Autobahnpolizei), in Krimireihen wie Kommissar Marthaler und Wilsberg und wirkte in mehreren Kurzfilmen mit. In der 6. Staffel der ZDF-Serie SOKO Wismar (2010) übernahm er eine Episodenrolle als tatverdächtiger früherer Mitinhaber einer Yachtbau-Firma. In der Fernsehserie Babylon Berlin (2017) hatte er einen Kurzauftritt als Dr. Sieveking.
Außerdem war er als Werbedarsteller u. a. für die Commerzbank, EDEKA und Weltsparen.de tätig.
Peter Beck lebt in Berlin.

## Filmografie (Auswahl)
- 1989: Die Gottesanbeterin (Kinofilm)
- 2000: Alles Atze: Die anatolische Fliege (Fernsehserie, eine Folge)
- 2001: Der Clown: Schutzgeld (Fernsehserie, eine Folge)
- 2002: Hinter Gittern – Der Frauenknast (Fernsehserie, Serienrolle)
- 2006: 18:15 ab Ostkreuz (Kinofilm)
- 2010; 2014: SOKO Wismar (Fernsehserie, zwei Folgen, verschiedene Rollen)
- 2011: Cibrâil (Kinofilm)
- 2012: The Passenger (Kinofilm)
- 2013: Alles Chefsache! (Fernsehfilm)
- 2014: Die Schlikkerfrauen (Fernsehfilm)
- 2015: Kommissar Marthaler – Ein allzu schönes Mädchen (Fernsehreihe)
- 2017: Babylon Berlin (Fernsehserie)
- 2017: Alarm für Cobra 11 – Die Autobahnpolizei: Ein Scheißtag (Fernsehserie, eine Folge)
- 2018: Wilsberg: Morderney (Fernsehreihe)
- 2020: Ein starkes Team: Parkplatz bitte sauber halten (Fernsehreihe)
- 2023: SOKO Leipzig: Das Weihnachtswunder (Fernsehserie, eine Folge)